# Rugby sevens nos Jogos Sul-Americanos de 2018
As competições de rugby sevens nos Jogos Sul-Americanos de 2018 ocorreram entre 27 e 29 de maio em um total de 2 eventos. As competições aconteceram no Estádio Municipal de Colcapirhua, localizado em Colcapirhua, Bolívia.
O evento também serviu de qualificação para os Jogos Pan-Americanos de 2019: duas equipes se classificaram a partir do evento masculino e uma equipe se classificou a partir do evento feminino.

## Calendário
| Maio / Junho | 26 | 27 | 28 | 29 | 30 | 31 | 1 | 2 | 3 | 4 | 5 | 6 | 7 | 8 |
| ------------ | -- | -- | -- | -- | -- | -- | - | - | - | - | - | - | - | - |
| Rugby sevens |    |    |    | 2  |    |    |   |   |   |   |   |   |   |   |

|  | Dia de competição |  | Dia de final |

## Participantes
Ao todo, quatorze equipes se inscreveram, sete em cada evento. O Chile se inscreveu apenas para o evento masculino enquanto que o Peru se inscreveu apenas para a modalidade feminina.
| - ARG Argentina (24) - BOL Bolívia (24) - BRA Brasil (24) - CHI Chile (12) | - COL Colômbia (24) - PAR Paraguai (24) - PER Peru (12) - URU Uruguai (24) |

## Medalhistas
| Prova              | Ouro | Prata | Bronze |
| ------------------ | --- | --- | --- |
| Masculino detalhes | Benjamín de Vidts Felipe Brangier Francisco Metuaze Francisco Urroz Richter Ignacio Silva Juan Pablo Larenas Lucas Westcott Marcelo Torrealba Martín Vallejos Martín Verschae Pedro Verschae Rodrigo Fernández CHI Chile   | Agustín Della Corte Diego Ardao Eugenio Plottier Felipe Etcheverry James McCubbin Joaquín Alonso Canessa Juan Torres Burwood Manuel Ardao Roberto Garese Sebastián Schroeder Tomás Etcheverry Valentín Grille URU Uruguai | José Barros Juan Cruz González Julián Domínguez Lucas Busdrago Lucas Bellotto Maximiliano Filizzola Máximo Provenzano Nicolás Menéndez Renzo Urbano Severiano Escobio Tomás Buckley Tomás Passaro ARG Argentina |
| Feminino detalhes  | Amanda Araújo Beatriz Futuro Muhlbauer Bianca Silva Eshyllen Cardoso Haline Scatrut Isadora Cerullo Leila dos Santos Silva Luiza Campos Mariana Nicolau da Silva Rafaela Zanellato Raquel Kochhann Thalia Costa BRA Brasil | Agostina Campos Anael Fernández Deborah Fretes Jaquelina Corzo Josefina Padellaro María Florencia Moreno María Paula Pedrozo Mayra Aguilar Myriam Mattus Sofía González Valeria Montero Yamila Otero ARG Argentina        | Aracelli Nicolini Cecilia Benza Cinthia Cristaldo Claudia Fernández Estela Servín Giulietta Romero Ingrid Alfonso Lizandry Centurión Lucero Viveros Mayra Méndez Natalia Justiniano Paula Denis PAR Paraguai    |

## Quadro de medalhas
| Ordem | País          | Medalha de ouro | Medalha de prata | Medalha de bronze | Total | Ordem por total |
| ----- | ------------- | --------------- | ---------------- | ----------------- | ----- | --------------- |
| 1     | BRA Brasil    | 1               |                  |                   | 1     | 2               |
|       | CHI Chile     | 1               |                  |                   | 1     | 2               |
| 3     | ARG Argentina |                 | 1                | 1                 | 2     | 1               |
| 4     | URU Uruguai   |                 | 1                |                   | 1     | 2               |
| 5     | PAR Paraguai  |                 |                  | 1                 | 1     | 2               |
| TOTAL | TOTAL         | 2               | 2                | 2                 | 6     | —               |